# Cosmobunus granarius

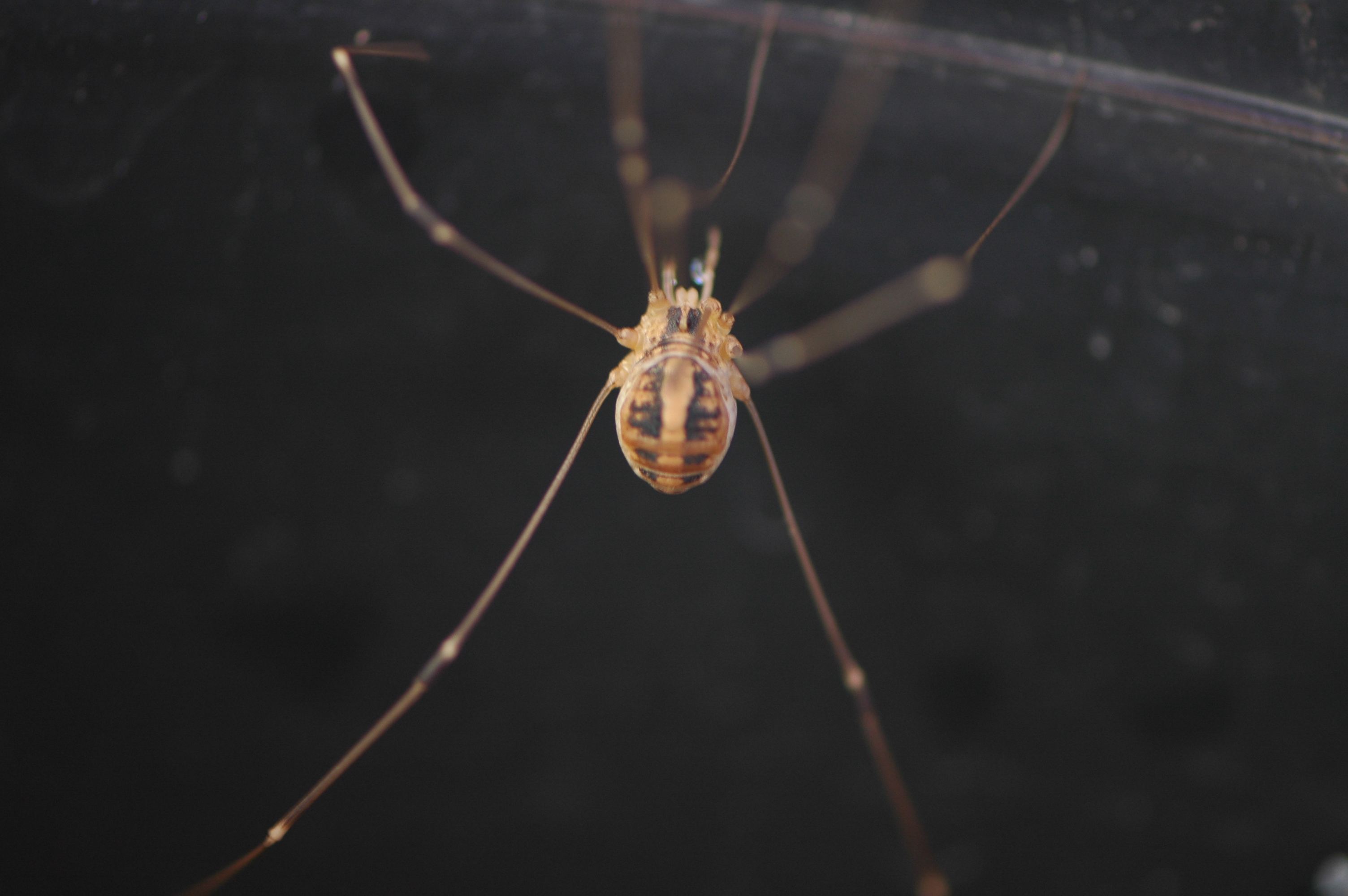
Cosmobunus granarius (bovenaanzicht)

Cosmobunus granarius is een hooiwagen uit de familie Sclerosomatidae.